# Premio Celsius
El Premio Celsius (anteriormente denominado Premio Celsius 232) es un galardón entregado anualmente durante la celebración de la Semana Negra de Gijón, a la mejor novela de fantasía, ciencia ficción o terror publicada originalmente en castellano.
Se falla durante una ceremonia de entregas, junto con el resto de los galardones del evento: el Premio Espartaco, el Memorial Silverio Cañada, el Premio Hammett y el Rodolfo Walsh.
Carece de dotación económica, pero la composición independiente y cambiante de su jurado, integrado por especialistas destacados, lo ha convertido en uno de los principales referentes de la narrativa de género española.

## Palmarés
| Año  | Ganador                     | País      | Novela                                | Publicación                              |
| ---- | --------------------------- | --------- | ------------------------------------- | ---------------------------------------- |
| 2008 | Javier Negrete              | España    | Alejandro Magno y las águilas de Roma | Minotauro, 2007 9788445076484            |
| 2009 | Ismael Martínez Biurrun (1) | España    | Rojo alma, negro sombra               | 451, 2008 9788496822481                  |
| 2010 | Juan Miguel Aguilera        | España    | La red de Indra                       | Alamut, 2012 8498890233                  |
| 2011 | Ismael Martínez Biurrun (2) | España    | Mujer abrazada a un cuervo            | Salto de Página, 2010 9788493718183      |
| 2012 | Emilio Bueso (1)            | España    | Diástole                              | Salto de Página, 2011 9788415065074      |
| 2013 | Emilio Bueso (2)            | España    | Cenital                               | Salto de Página, 2011 9788415065265      |
| 2014 | Elia Barceló                | España    | Hijos del clan rojo                   | Destino, 2013 9788408064176              |
| 2015 | Manuel Moyano               | España    | El imperio de Yegorov                 | Anagrama, 2014 9788433997876             |
| 2016 | Eduardo Vaquerizo           | España    | Nos mienten                           | Penguin Random House, 2015 9788415831648 |
| 2017 | Sofía Rhei                  | España    | Róndola                               | Minotauro, 2016 9788445003954            |
| 2018 | Horacio Convertini          | Argentina | Los que duermen en el polvo           | Alfaguara, 2017 B07416M9TC               |
| 2019 | Luis Artigue                | España    | Donde siempre es medianoche           | Pez de Plata, 2018 9788494696251         |
| 2020 | Mariana Enríquez            | Argentina | Nuestra parte de noche                | Anagrama, 2019 9788433998859             |
| 2021 | Ana Llurba                  | Argentina | Constelaciones familiares             | Artistas Martínez, 2020 9788412234824    |
| 2022 | Marcelo Guerrieri           | Argentina | Con esta luna                         | Tusquets, 2021 9876706195                |
| 2023 | Mariano Antolín Rato        | España    | La suerte suprema                     | Pez de Plata, 2022 8412289889            |
| 2024 | Juan Ramón Biedma           | España    | Crisanta                              | Alianza, 2023 9788411481304              |